# Айшварья
Айшварья Раджья Лакшми Деви  (7 ноября 1949 — 1 июня 2001, Катманду) — королева-консорт Непала, супруга короля Бирендры. Погибла во время массового убийства членов королевской семьи.

## Биография
Айшварья Раджья Лакшми Деви происходила из аристократического рода Рана, до 1951 года дававшего потомственных премьер-министров страны и являвшегося конкурентом королевского рода Шах за власть в Непале. Она была старшей из трёх дочерей в семье генерал-лейтенанта непальской армии Кендры Шамшера Джанга Бахадура Рана (1927—1982) и его жены Шри Раджья Лакшми Рана (1928—2005).
Айшварья получила образование в монастыре Святой Елены (Курсеонг, Индия) и школе Святой Марии в Катманду, а затем продолжила учёбу в Padma Kanya College и университете имени Трибхувана.
В 1970 году король Махендра решил помирить два клана и взял невестами для своих троих сыновей девушек из рода Рана. Айшварья стала невестой наследного принца Бирендры, её младшие сёстры Комал и Прекшья — принцев Гьянендры и Дхирендры.
В 1972 году Бирендра стал королём Непала. Королева Айшварья часто сопровождала супруга в зарубежных поездках. В 1975 году она была покровителем комитета по проведению Международного года женщин (англ. International Women's Year Committee);в 1977—1989 годах — председателем Национального координационного совета по социальной работе (англ. Social Service National Coordination Council); патроном непальского общества Красного Креста.
Королева любила чтение, садоводство и музыку. Она написала несколько стихотворений и лирических текстов под псевдонимом Chandani Shah.
1 июня 2001 года во время семейного ужина королева Айшварья была убита, по официальной версии, старшим сыном принцем Дипендрой. Кроме неё погибли король Бирендра, их дети — принц Нираян и принцесса Шрути, брат короля — принц Дхирендра, сестры короля — Шанти и Шарада, муж последней Кумар Кхадга и кузина короля — Джаянти. Основной причиной было названо нежелание королевы признать невестой наследного принца девушку из рода Рана — Девиани, с которой тот познакомился в Лондоне. Она приходилась Айшварьи дальней родственницей, однако королева выбрала для сына другую невесту — Суприе Шах — дочь Прадипа Викрама Шаха, члена королевской семьи Непала. После убийства отца принц вышел в сад, куда скрылись мать и младший брат Нираян. Очередью в упор королева была убита. Её лицо было так сильно обезображено выстрелом, что для государственной похоронной церемонии его покрыли фарфоровой маской.

## Дети
- Дипендра (27 июня 1971 — 4 июня 2001);
- Шрути (15 октября 1976 — 1 июня 2001) — супруга Гораха Шамшера J.B. Рана (из рода Рана). Имели 2 дочерей:
  - Джирвани (род. 22 июня 1998)
  - Сурангана (род. 21 октября 2000)
- Нираджан (6 ноября 1978 — 1 июня 2001)